# طلا (فیلم ۱۹۳۲)
طلا (انگلیسی: Gold) فیلمی در ژانر وسترن است که در سال ۱۹۳۲ منتشر شد. از بازیگران آن می‌توان به جک هوکسی و آلیس دی اشاره کرد.